# Europa Football Club
L'Europa Football Club, habitualment abreujat com a Europa FC, és un equip de futbol de Gibraltar, que actualment juga a la lliga de Primera divisió. Igual que la resta d'equips del territori, l'Europa FC comparteix el Victoria Stadium, situat a la Winston Churchill Avenue.

## Història
Originalment, l'equip es va fundar el 1925, mantenint-se en actiu fins al 1970. El conjunt es va reanomenar com a College durant la dècada de 1980, però va recuperar el nom original el 2014. El canvi de nom va ser acceptat per la UEFA i per l'Associació de Futbol de Gibraltar, que li va retornar els títols aconseguits amb anterioritat, que havia perdut al canviar de nom.
El 2014 es va convertir en el primer equip de la història de Gibraltar en disputar la UEFA Europa League, gràcies a que van quedar subcampions de la Rock Cup. El seu primer partit el van perdre, per 3-0, contra el FC Vaduz de Liechtenstein. En el segon partit van perdre 0-1, a casa. El 2015 l'equip va disposar del primer jugador d'un conjunt gibraltarenc que disputava un torneig de seleccions de primer nivell, ja que Charly, jugador de l'Europa, va representar Guinea Equatorial a la Copa d'Àfrica de Nacions 2015.
El mateix 2015 l'equip va recuperar el seu nom original, Europa FC. Amb aquest nom va tornar a classificar-se per disputar la UEFA Europa League, que va jugar sense entrenador, ja que encara no se n'havia contractat cap. En el global de l'eliminatòria, l'Europa va perdre per 9-0 contra l'ŠK Slovan Bratislava. L'equip va rebre moltes crítiques, per part de l'afició, pel fet que no hi hagués gaires jugadors gibraltarencs a l'onze titular, estant representat principalment per jugadors espanyols. Aquella temporada van tornar a quedar en segona posició, fet que els tornà a classificar per disputar la Lliga Europa de la UEFA.

## Palmarès

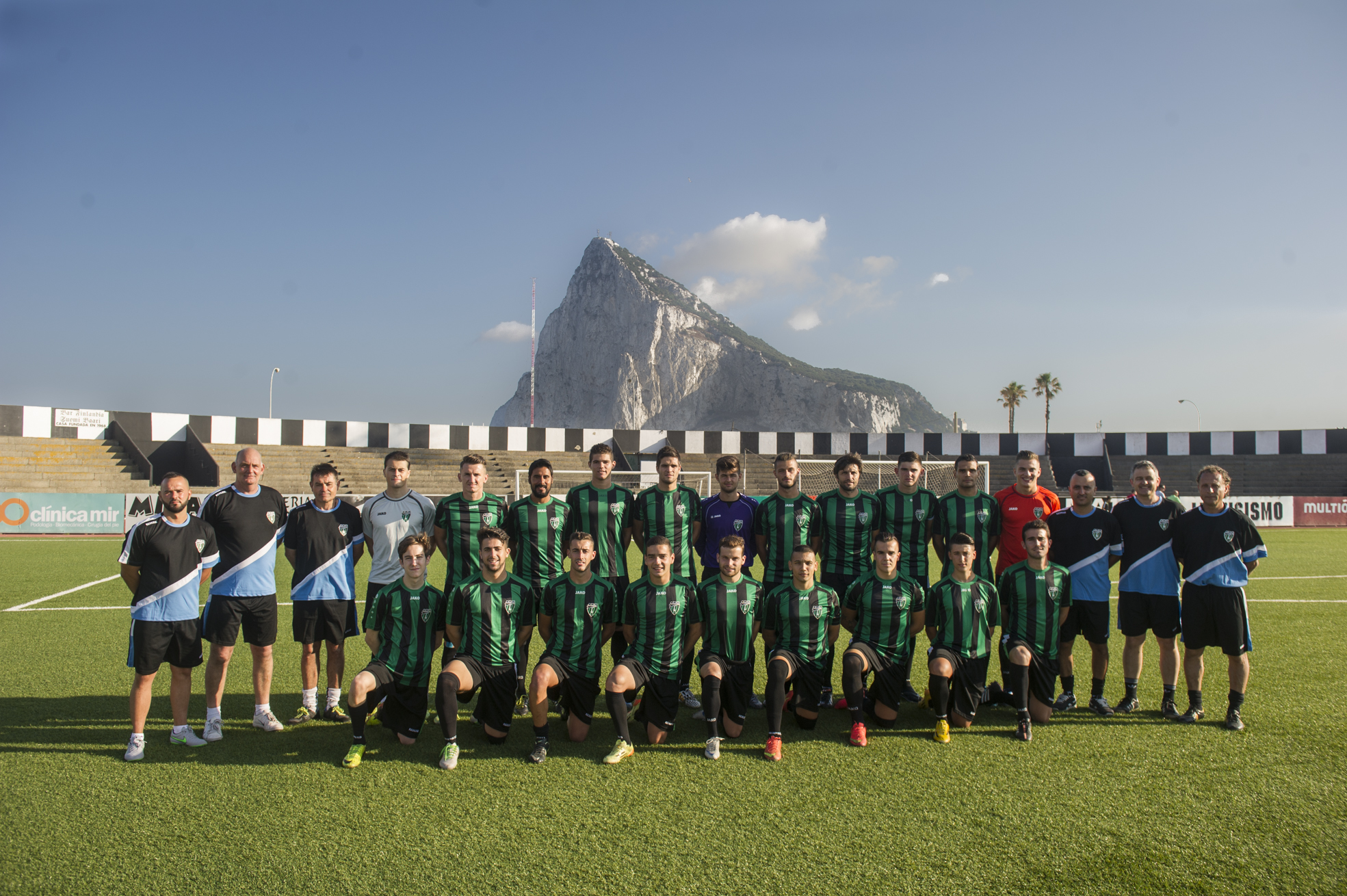
Equip de l'Europa FC el 25 de juny de 2015

- Primera divisió

Campions (7): 1928–29, 1929–30, 1931–32, 1932–33, 1937–38, 1951–52, 2016-17
- Segona divisió

Campions: 2012–13
- Rock Cup

Campions (6): 1938, 1946, 1950, 1951, 1952, 2017
- Gibraltar Premier Cup

Campions: 2014–15

## Estadístiques a Europa
| Temporada | Competició            | Ronda | Club                 | Local | Visitant | Global |
| --------- | --------------------- | ----- | -------------------- | ----- | -------- | ------ |
| 2014–15   | UEFA Europa League    | 1Q    | FC Vaduz             | 0–1   | 0–3      | 0–4    |
| 2015–16   | UEFA Europa League    | 1Q    | ŠK Slovan Bratislava | 0–6   | 0–3      | 0–9    |
| 2016–17   | UEFA Europa League    | 1Q    | FC Pyunik            | 2–0   | 1–2      | 3–2    |
| 2016–17   | UEFA Europa League    | 2Q    | AIK                  | 0–1   | 0-1      | 0–2    |
| 2017–18   | UEFA Champions League | 1Q    | The New Saints       | 1–3   | 2–1      | 3–4    |

Notes
- 1Q: Primera ronda de classificació
- 2Q: Segona ronda de classificació